# Marcus & Martinus
Marcus & Martinus (ook wel M&M genoemd) is een Noors popduo bestaande uit de eeneiige tweeling Marcus en Martinus Gunnarsen (Elverum, 21 februari 2002).

## Carrière

### 2012:Melodi Grand Prix Junior
In 2012 waren Marcus & Martinus deelnemers aan het elfde seizoen van Melodi Grand Prix Junior, wat vergelijkbaar is met het Nederlandse Junior Songfestival. Dit werd gehouden in het Oslo Spektrum in Oslo, Noorwegen en live uitgezonden door de Norsk Rikskringkasting (NRK). Ze wonnen de competitie met hun nummer "To dråper vann" (Nederlands: "Twee druppels water"). Het nummer heeft de achtste positie behaald in de VG-lista.

### 2015:Hei
Op 23 februari 2015 kwam hun debuutstudioalbum Hei (Nederlands: Hoi). Het album bereikte de nummer een positie in de VG-lista in week 46 van 2015 (15 november 2015) na een notering van 35 weken, waarbij het de laatste 20 weken de toptien niet verlaten heeft. Het album bevat de single "Plystre på deg" (Nederlands: "Fluiten naar jou"). Op 24 juli 2015 kwam hun single "Elektrisk" (Nederlands: "Elektrisch"), in samenwerking met Katastrofe. Het nummer bereikte de derde positie in de VG-lista. Op 25 september 2015 brachten zij het nummer "Ei som deg" (Nederlands: "Een zoals jij") uit waarop ze samenwerken met Innertier. Het nummer bereikte de vijftiende plaats in de VG-lista.

### 2016
Ze brachten op 4 november 2016 het album Together uit. Dit album bevat alle Engelstalige nummers van het duo. Op 19 mei 2016 brachten zij Girls (Nederlands: Meisjes) uit. Ze hebben met dit nummer samengewerkt met Madcon. Dit nummer heeft hoog in de Noorse en Zweedse lijsten gestaan. Op 29 juli 2016 brachten zij het nummer Light It Up uit. Hier hebben ze samengewerkt met Samantha J. Op 21 oktober 2016  brachten ze het nummer One More Second uit. Kort hierop volgden de nummers Go Where You Go en Without You. De nummers Together, Hey You en Bae kwamen tegelijk uit met hun tweede album. Al deze nummers zijn niet in het Noors, maar in het Engels gezongen in de hoop een breder publiek te bereiken.
Tijdens het Nobel Prize Peace Concert zongen ze Without You en Bae in de Telenor Arena in Noorwegen op 11 december 2016.

### 2017
Op 9 mei werd bekend dat zij de punten gaven names Noorwegen voor het Eurovisiesongfestival 2017 in de finale, die op 13 mei plaatsvond.
Op 14 juli traden ze op op de Zweedse kroonprinses Victoria haar 40e verjaardag met hun eigen (speciaal voor haar geschreven) nummer On This Day.
Op 19 augustus kreeg Sammen om drømmen (de documentairefilm die over het duo is gemaakt) de publieksprijs van de Amandaprisen.

### 2024
Op 9 maart wonnen Marcus & Martinus de finale van het Zweedse Melodifestivalen. Hierdoor mogen Marcus & Martinus Zweden vertegenwoordigen op het Eurovisiesongfestival 2024 in Malmö. Doordat Zweden het festival in 2023 won en daarom dit jaar organiseerde, stonden ze automatisch in de finale, waar ze als eerste optraden. Uiteindelijk werden ze negende. 

## Discografie
Dit overzicht is mogelijk incompleet; u kunt helpen door het uit te breiden.

### Albums
| Album met eventuele hitnotering(en) in de Nederlandse Album Top 100 | Datum van verschijnen | Datum van binnenkomst | Hoogste positie | Aantal weken | Opmerkingen                                              |
| ------------------------------------------------------------------- | --------------------- | --------------------- | --------------- | ------------ | -------------------------------------------------------- |
| Hei                                                                 | 23 februari 2015      | -                     | -               | -            | nummer 1 in de VG-lista album top 40 op 15 november 2015 |
| Together                                                            | 4 november 2016       | -                     | -               | -            | -                                                        |
| Moments                                                             | 17 november 2017      | -                     | -               | -            | -                                                        |
| Soon                                                                | 10 juni 2019          | -                     | -               | -            | -                                                        |
| Unforgettable                                                       | 31 mei 2024           | -                     | -               | -            | -                                                        |

### Singles
| Single met eventuele hitnotering(en) in de Nederlandse Top 40 | Datum van verschijnen | Datum van binnenkomst | Hoogste positie | Aantal weken                                                 | Opmerkingen                                                                            |
| ------------------------------------------------------------- | --------------------- | --------------------- | --------------- | ------------------------------------------------------------ | -------------------------------------------------------------------------------------- |
| To dråper vann                                                | 2012                  | -                     | -               | -                                                            |                                                                                        |
| Plystre på deg                                                | 2015                  | -                     | -               | -                                                            |                                                                                        |
| Elektrisk (met Katastrofe)                                    | 24 juli 2015          | -                     | -               | -                                                            |                                                                                        |
| Ei som deg (met Innertier)                                    | 25 september 2015     | -                     | -               | -                                                            |                                                                                        |
| Alt jeg ønsker meg                                            | 14 november 2015      | -                     | -               | -                                                            |                                                                                        |
| Na Na Na                                                      | 23 februari 2016      | -                     | -               | -                                                            |                                                                                        |
| Girls (met Madcon)                                            | 19 mei 2016           | -                     | -               | -                                                            |                                                                                        |
| Heartbeat                                                     | 23 mei 2016           | -                     | -               | -                                                            |                                                                                        |
| I Don't Wanna Fall In Love                                    | 24 mei 2016           | -                     | -               | -                                                            |                                                                                        |
| Light It Up (met Samantha J.)                                 | 29 juli 2016          | -                     | -               | -                                                            |                                                                                        |
| One More Second                                               | 21 oktober 2016       | -                     | -               | -                                                            |                                                                                        |
| Go Where You Go                                               | 28 oktober 2016       | -                     | -               | -                                                            |                                                                                        |
| Without You                                                   | 2 november 2016       | -                     | -               | -                                                            |                                                                                        |
| Together                                                      | 4 november 2016       | -                     | -               | -                                                            |                                                                                        |
| Hey You                                                       | 4 november 2016       | -                     | -               | -                                                            |                                                                                        |
| Bae                                                           | 4 november 2016       | -                     | -               | -                                                            |                                                                                        |
| Like It Like It (met Silento)                                 | 21 mei 2017           | -                     | -               | -                                                            |                                                                                        |
| First Kiss                                                    | 1 juni 2017           | -                     | -               | -                                                            |                                                                                        |
| On This Day                                                   | 14 juli 2017          | -                     | -               | -                                                            | Speciaal geschreven voor de kroonprinses Victoria, onofficieel uitgebracht via YouTube |
| Dance With You                                                | 28 juli 2017          | -                     | -               | -                                                            |                                                                                        |
| Make You Believe In Love                                      | 29 september 2017     | -                     | -               | -                                                            |                                                                                        |
| One Flight Away                                               | 3 november 2017       | -                     | -               | -                                                            |                                                                                        |
| Never (met OMI)                                               | 15 november 2017      | -                     | -               | -                                                            |                                                                                        |
| Get To Know Ya                                                | 17 november 2017      | -                     | -               | -                                                            |                                                                                        |
| Guitar                                                        | 17 november 2017      | -                     | -               | -                                                            |                                                                                        |
| Next To Me                                                    | 17 november 2017      | -                     | -               | -                                                            |                                                                                        |
| Please Don't Go                                               | 17 november 2017      | -                     | -               | -                                                            |                                                                                        |
| Remind Me                                                     | 26 januari 2018       | -                     | -               | -                                                            |                                                                                        |
| Invited                                                       | 28 september          | -                     | -               | -                                                            |                                                                                        |
| Pocket Dial                                                   | 1 juli 2019           | -                     | -               | -                                                            |                                                                                        |
| Fix You                                                       | 10 juni 2019          | -                     | -               | -                                                            |                                                                                        |
| Let Me Go                                                     | 10 juni 2019          | -                     | -               | -                                                            |                                                                                        |
| Wild Love                                                     | 10 juni 2019          | -                     | -               | -                                                            |                                                                                        |
| Love You Less                                                 | 1 oktober 2020        | -                     | -               | -                                                            |                                                                                        |
| It's Christmas Time                                           | 5 november 2020       | -                     | -               | -                                                            |                                                                                        |
| Unforgettable                                                 | 2 maart 2024          | -                     | -               | Ze gingen met dit liedje naar het Eurovisiesongfestival 2024 |                                                                                        |

## Prijzen en nominaties
| Jaar | Organisatie          | Prijs                                      | Werk              | Resultaat   |
| ---- | -------------------- | ------------------------------------------ | ----------------- | ----------- |
| 2017 | Spellemannprisen '16 | Årets Låt (Nummer van het jaar)            | "Girls"           | Genomineerd |
| 2017 | Spellemannprisen '16 | Årets Spellemann (Spellemann van het jaar) | Marcus & Martinus | Gewonnen    |

- Bibsys: 1488830534789
- Gemeinsame Normdatei: 1129814300
- MusicBrainz: 439e6703-1920-4b85-87c8-24ff1d06d3a5
- Nationale Bibliotheek van Tsjechië: xx0224438
- Virtual International Authority File: 3142148632936530630006

1958: Alice Babs · 
1959: Brita Borg · 
1960: Siw Malmkvist · 
1961: Lill-Babs · 
1962: Inger Berggren · 
1963: Monica Zetterlund · 
1965: Ingvar Wixell · 
1966: Lill Lindfors & Svante Thuresson · 
1967: Östen Warnerbring · 
1968: Claes-Göran Hederström · 
1969: Tommy Körberg · 
1971: Family Four · 
1972: Family Four · 
1973: Nova · 
1974: ABBA · 
1975: Lasse Berghagen · 
1977: Forbes · 
1978: Björn Skifs · 
1979: Ted Gärdestad · 
1980: Tomas Ledin · 
1981: Björn Skifs · 
1982: Chips · 
1983: Carola · 
1984: Herreys · 
1985: Kikki Danielsson · 
1986: Lasse Holm & Monica Törnell · 
1987: Lotta Engberg · 
1988: Tommy Körberg · 
1989: Tommy Nilsson · 
1990: Edin-Ådahl · 
1991: Carola · 
1992: Christer Björkman · 
1993: Arvingarna · 
1994: Marie Bergman & Roger Pontare · 
1995: Jan Johansen · 
1996: One More Time · 
1997: Blond · 
1998: Jill Johnson · 
1999: Charlotte Nilsson · 
2000: Roger Pontare · 
2001: Friends · 
2002: Afro-Dite · 
2003: Fame · 
2004: Lena Philipsson · 
2005: Martin Stenmarck · 
2006: Carola · 
2007: The Ark · 
2008: Charlotte Perrelli · 
2009: Malena Ernman · 
2010: Anna Bergendahl · 
2011: Eric Saade · 
2012: Loreen · 
2013: Robin Stjernberg · 
2014: Sanna Nielsen · 
2015: Måns Zelmerlöw · 
2016: Frans · 
2017: Robin Bengtsson · 
2018: Benjamin Ingrosso · 
2019: John Lundvik · 
2021: Tusse · 
2022: Cornelia Jakobs · 
2023: Loreen · 
2024: Marcus & Martinus · 
2025: KAJ